# Puzzle Fun-Pak
Adventure Fun-Pak è una compilation di 4 videogiochi, pubblicata nel 1989 dalla Apogee Software, sebbene i giochi siano stati realizzati qualche anno prima, quando Apogee non era ancora stata fondata. I giochi inclusi sono in parte realizzati da Scott Miller, mentre altri sono prodotti amatoriali di autori sconosciuti. La raccolta è stata pubblicata come freeware il 28 maggio del 2004, insieme ad un'altra intitolata Adventure Fun-Pak, dato che già da qualche anno erano stati tolti dal catalogo.

## Giochi

### Block Five
Block Five segue il regolamento del gioco da tavolo Go: occorre posizionare, su una scacchiera, 5 pedine una dietro l'altra, evitando nel frattempo che lo faccia l'avversario controllato dalla CPU.

### Asteroids Rescue
Controllando una navetta spaziale, si devono evitare delle meteoriti e contemporaneamente salvare degli astronauti sopravvissuti.

### Phrase Master
Phrase Master è un gioco per due giocatori nel quale un giocatore, a turno, deve indovinare le lettere che compongono una certa frase; vince chi indovina, fra i due, la propria frase.

### Maze Machine
Questo programma non fa altro che generare un labirinto casuale di dimensioni variabili, che può essere stampato su carta tramite una stampante e risolto a mano.